# Xavier Gens
Xavier Gens (francès: [ɡzavje ʒɑ̃]; nascut el 27 d’abril de 1975 a Dunkerque, França) és un director de cinema francès.

## Carrera
Unes setmanes abans de l'estrena de Hitman, van arribar informes que l'estudi, 20th Century Fox, havia rebutjat la versió de la pel·lícula que Gens els va sotmetre. Nicolas de Toth va ser contractat per editar la pel·lícula amb finalitats comercials, i Fox va encarregar una sèrie de rodatges. Tot i que Fox va negar les afirmacions que Xavier Gens havia estat acomiadat a causa de l'extrema violència en el seu tall, i va insistir que encara estava en el projecte, alguns informes van afirmar que Gens ni tan sols es trobava al país mentre s'estaven fent aquests retalls. Hitman va ser un èxit amb una recaptació de 92 milions de dòlars, la pel·lícula més reeixida de Gens.
Va narrar i produir la pel·lícula de zombis francesa La Horde, dirigida per Yannick Dahan i Benjamin Rocher. La pel·lícula es va estrenar el 2009 i va ser distribuïda per IFC Films.
Gens va dirigir The Divide (inicialment titulada The Fallout), la seva segona pel·lícula en anglès, protagonitzada per Michael Biehn en el seu paper principal.

## Filmografia
Curtmetratges
| Any  | Títol              | Director | Guionista | Notes                        |
| ---- | ------------------ | -------- | --------- | ---------------------------- |
| 2000 | BTK – Born to Kast | Sí       | Sí        | [ 9 ]                        |
| 2005 | Au petit matin     | Sí       | Sí        |                              |
| 2006 | Sable noir         | Sí       | Sí        |                              |
| 2012 | X Is for XXL       | Sí       | (noruec)  | Segment de The ABCs of Death |

Llargmetratges
- Frontière(s) (2007) (també guionista)
- Hitman (2007)
- The Divide (2011)
- La pell freda (2017)
- The Crucifixion (2017)
- Budapest (2018)
- Mayhem! (2023)
- Sous la Seine (2024)

Ref.:
Com actor
- Le Bon, la Brute et les Zombies (2004)
- Lady Blood (2008)
- La Horde (2009, només veu)

Televisió
| Any  | Títol           | Notes                |
| ---- | --------------- | -------------------- |
| 2006 | Sable noir      | Episodi "Fotografik" |
| 2014 | Crossing Lines  | 3 episodis           |
| 2020 | Gangs of London | 3 episodis           |
| 2021 | Mortel          | 3 episodis           |
| 2023 | Lupin           | 3 episodis           |

Other credits
| Any  | Títol                           | Paper                |
| ---- | ------------------------------- | -------------------- |
| 1996 | Al límit del risc               | Ajudant de producció |
| 1996 | Never Ever                      | Ajudant de producció |
| 1997 | Double Team                     | Ajudant de producció |
| 1997 | Madame Jacques sur la Croisette | Ajudant de producció |
| 1997 | Le Bossu                        | Production manager   |
| 1997 | Les Kidnappeurs                 | Production manager   |
| 1999 | The Secret Laughter of Women    | Ajudant de producció |
| 2000 | 30 Ans                          | Director de càsting  |
| 2000 | Cramps                          | Ajudant de producció |
| 2009 | La Horde                        | Ajudant de producció |
| 2016 | Cell                            | Ajudant de producció |